# Prozis
Prozis é uma marca portuguesa que atua na área da suplementação desportiva. Tem sede na Maia, possui 10 fábricas a operar em Portugal e é uma das maiores lojas de nutrição desportiva da Europa. Em 2015, contava com mais de 230 trabalhadores, tendo faturado na época cerca de 45 milhões de euros. Passados 8 anos, a empresa teve um crescimento notável. Em 2023 a empresa contava com mais de 1300 trabalhadores e nesse ano teve ainda uma faturação de cerca de 160 milhões de euros.
A empresa foi fundada em 2007, por Miguel Milhão. No inicio destacou-se com a venda online de suplementos desportivos e de bem-estar. Atualmente empresa também se dedica à produção em larga escala de produtos alimentares, como barritas, manteigas e cereais, através da sua unidade fabril situada na Póvoa de Lanhoso, onde foram investidos cinco milhões de euros.
Para além do mencionado, a empresa está estruturada para atacar uma nova frente: Roupa. Com uma fábrica de vestuário desportivo (seamless) em Guimarães, prepara-se para dar um novo passo com a abertura de uma nova unidade, focada em vestuário de lazer, em Famalicão.
Internacionalmente a empresa tem armazéns na Alemanha, em Dusseldorf e na Itália em Milão. A empresa prepara-se também para dar um grande passo nos Estados Unidos, onde irá construir uma nova unidade industrial. Vai ter um investimento inicial de 20 milhões de euros, estará situada no estado da Carolina do Sul. Será uma fábrica local, com o objetivo de produzir snacks e cereais de pequeno-almoço made in USA com o selo português.

## Parcerias
A empresa foca as suas parcerias muito em volta dos seus afiliados que acabam por ser personalidades famosas da internet e da sociedade em geral. Em 2021, a Prozis tornou-se a marca mais mencionada no Instagram em Portugal, com um total de 41 872 referências.

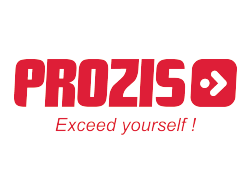
Logótipo antigo

No passado a empresa foi a fornecedora oficial, na área da nutrição, de vários clubes de futebol europeus, em Espanha, o Valência CF, em França, o AS Mónaco, em Itália, a AS Roma e o FC Internazionale, e em Portugal,  Futebol Clube do Porto, o Sport Lisboa e Benfica, o Sporting Clube de Portugal, o Sporting Clube de Braga, Vitória Sport Clube, o Futebol Clube Paços de Ferreira, o Rio Ave FC, o Grupo Desportivo de Chaves, o Sporting Clube Olhanense, o Clube Desportivo das Aves, o Sport Clube de Freamunde, o Varzim Sport Club, o Vitória Futebol Clube (Setúbal), o Futebol Clube de Famalicão e a Académica. Patrocina, ainda, a carreira desportiva de nomes do surf português como António Rodrigues, Carol Henrique e Miguel Blanco.
A Prozis foi também parceira da ATRP (Associação de Trail Running de Portugal)  e começou a patrocinar os Campeonatos Nacionais de Trail Running em Portugal, a partir de 2016, passando a ter o nome da marca, como "naming partner". Os campeonatos são compostos por quatro competições, incluindo três campeonatos nacionais e a Taça de Portugal, que se distribuem por 24 eventos, prevendo-se a participação de mais de 100 mil atletas. A empresa investiu só nesta modalidade cerca de um milhão de euros.
Em janeiro de 2017, torna-se fornecedor oficial, na área de nutrição, da Lega Basket Serie A (LBA) e “naming partner” da 2017 Italian Supercup.
Estabelece, em julho de 2018, parceria com a Bluejays Sports, uma organização de eSports alemã.

## Prémios e reconhecimento público
Foi uma das marcas distinguidas com o selo Escolha do Consumidor 2016, na área de Saúde e Bem-estar, na categoria de "Suplementos para Desportistas". O seu sucesso na exportação foi também distinguido com o "Prémio Exportadora Revelação", um prémio destinado a premiar e promover o sucesso de empresas que apostam na exportação e internacionalização da sua atividade, uma iniciativa do Novo Banco e do Jornal de Negócios, numa parceria com a IGNIOS, que criaram a edição 2016 dos Prémios Exportação e Internacionalização.